# Kiriłł Siemionow
Kiriłł Jewgienjewicz Siemionow, ros. Кирилл Евгеньевич Семёнов (ur. 27 października 1994 w Omsku) – rosyjski hokeista, reprezentant Rosji, olimpijczyk.
Jego dziadek Igor (ur. 1948) także był hokeistą.

## Kariera
- Omskie Jastrieby (2012-2014)
- Jastrieby Omsk (2012/2013)
- Awangard Omsk (2013-2015)
- Saryarka Karaganda (2015)
- Mietałłurg Nowokuźnieck (2015-2017)
- Awangard Omsk (2017-2021)
- Toronto Maple Leafs (2021)
- Toronto Marlies (2021)
- Awangard Omsk (2021-)

Wychowanek Awangard Omsk. W sierpniu 2015 przedłużył tam kontrakt o dwa lata. W zespołach klubu grał w rozgrywkach juniorskich MHL i WHL-B oraz w seniorskich KHL. Jesienią 2015 przekazany do kazachskiego zespołu Saryarka w rosyjskiej lidze WHL, a w grudniu 2015 przekazany do Mietałłurga Nowokuźnieck w tym samych rozgrywkach. W czerwcu 2017 powrócił do macierzystego Awangarda, w barwach którego rozegrał kolejne cztery sezony KHL. W maju 2021 podpisał kontralt z kanadyjskim klubem Toronto Maple Leafs. W jego barwach rozegrał trzy spotkania w NHL. W październiku 2021 został przekazany do zespołu farmerskiego, Toronto Marlies w lidze AHL. W listopadzie 2021 przywrócony do TML, a pod koniec tego miesiąca ponownie trafił do Marlies. Na początku grudnia 2021 po raz kolejny został zawodnikiem Awangarda.
W barwach reprezentacji Rosyjskiego Komitetu Olimpijskiego uczestniczył w turnieju zimowych igrzysk olimpijskich 2022.

## Sukcesy
Reprezentacyjne
- Srebrny medal zimowych igrzysk olimpijskich: 2022

Klubowe
- Pierwsze miejsce w sezonie zasadniczym MHL: 2013 z Omskimi Jastriebami
- Złoty medal MHL /  Puchar Charłamowa: 2013 z Omskimi Jastriebami
- Finał KHL o Puchar Gagarina: 2019 z Awangardem Omsk
- Srebrny medal mistrzostw Rosji: 2019 z Awangardem Omsk
- Puchar Otwarcia: 2019, 2021 z Awangardem Omsk
- Puchar Gagarina: 2021 z Awangardem Omsk
- Złoty medal mistrzostw Rosji: 2021 z Awangardem Omsk

Indywidualne
- MHL (2013/2014):
  - Mecz Gwiazd MHL
- KHL (2014/2015):
  - Najlepszy pierwszoroczniak etapu: półfinały konferencji[10]
  - Najlepszy pierwszoroczniak miesiąca: marzec 2015[11]
- KHL (2019/2020):
  - Mecz Gwiazd KHL